# Eupithecia abiecta
Eupithecia abiecta là một loài bướm đêm trong họ Geometridae.